# Urochloa trichopodioides
Urochloa trichopodioides är en gräsart som först beskrevs av Carl Christian Mez och K.Schum, och fick sitt nu gällande namn av Sylvia Mabel Phillips och Shou Liang Chen. Urochloa trichopodioides ingår i släktet leverhirser, och familjen gräs. Inga underarter finns listade i Catalogue of Life.